# 張佩珊
張佩珊，JP，香港公務員，現任南區民政事務專員。她在2001年加入香港政府任職政務主任，獲派至中西區民政事務處擔任民政事務助理專員，曾負責中上環蘇豪區於2003年沙士疫情後的地區復興工作。她在2004年首季獲調返政府總部任職，及後於多個不同決策局及部門工作。她曾在2021年擔任創新及科技局首席助理秘書長，向香港青年提供資助以鼓勵他們前往粵港澳大灣區就業。及後，她轉任保安局首席助理秘書長，曾負責港府於2023年提交予聯合國人權理事會的人權報告，以及在2024年推動擴大性罪行定罪紀錄查核機制。她在2025年3月10日獲港府安排接替鄭港涌，出任南區民政事務專員，亦於同月21日獲委任為官守太平紳士。